# عبدالله نقشبندی
شیخ عبدالله بن شیخ حسن نقشبندی کوهیجی یکی از علماء و بزرگان شافعی مذهب و اچم‌ نژاد روستای کوهیج واقع در بخش مرکزی شهرستان بستک در غرب استان هرمزگان در جنوب ایران می‌باشد. وی مقدمات علوم را در دار العلم کوهیج آموخت. سپس برای تکمیل معلومات راهی مدینه منوره و مکه مکرمه شد. بعد از آن به مصر مسافرت کرد و مدتی در دانشگاه (جامع الازهر) به کسب علم پرداخت. بقیه عمر خد را در قریة کوهیج به تألیف کتاب وعظ و ارشاد گذران و در سال ۱۳۶۷هجریه شمسی دار فانی را وداع گفت و در همان‌جا به خاک سپرده شد.

## آثار و تالیفات
تألیفات او عبارتند از:
1. زاد المحتاج بشرح المنهاج (به عربی در ۴ جلد)[۱]
2. سلم السّالکین (به عربی)[۱]